# Der gelbe Dom
Der gelbe Dom è un cortometraggio del 1951 diretto da Eugen Schuhmacher.
Fu presentato alla 4ª edizione del Festival di Cannes e alla 1ª edizione del Festival di Berlino, dove si aggiudicò la Targa di bronzo tra i film culturali.